# Max Hardcore
Paul F. Little (Racine, Estados Unidos; 10 de agosto de 1956 - Los Ángeles, 27 de marzo de 2023) también conocido como Max Hardcore, fue un director, productor y actor de películas pornográficas estadounidense, fundador y propietario de la productora Max World Entertainment. Se le considera un representante del Porno Extremo.

## Carrera

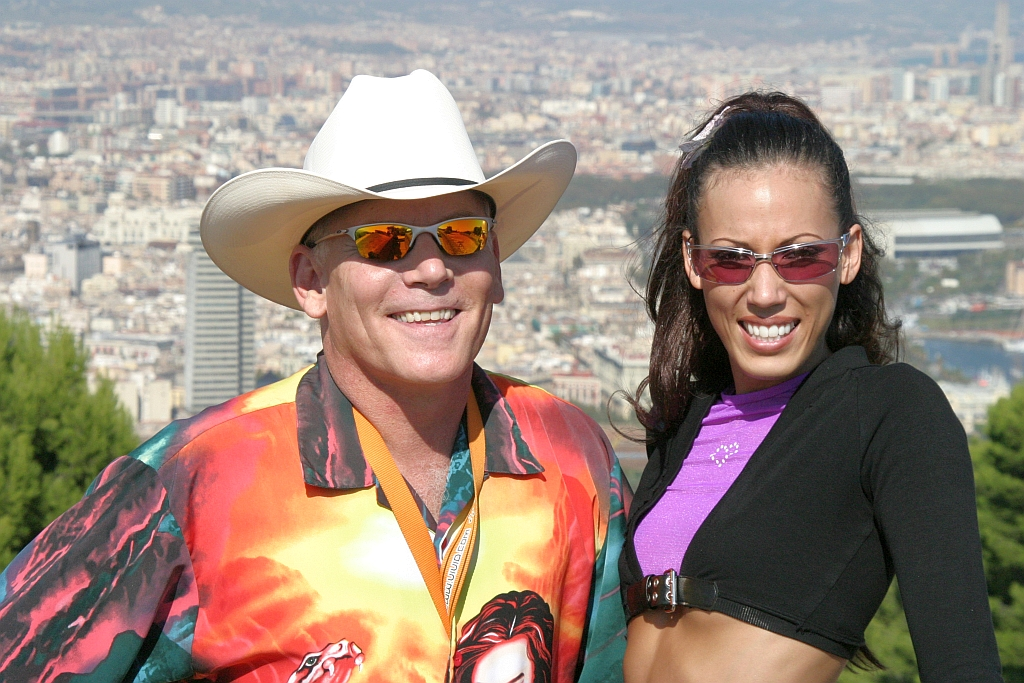
Max Hardcore y Layla Rivera.

Era mundialmente conocido como el rey de la pornografía gonzo, en que el cineasta participa en, o es el centro de, la acción. Sus películas se caracterizan por actos extremos, que buscan el límite de lo permitido: actrices que fingen ser menores de edad, orina depositada en el ano y de allí bebida con tubo de plástico, etc. Estuvo muy contento, incluso orgulloso ante el hecho de que muchas actrices decidieron acabar su carrera porno después de una escena con él. Como director extremista comenzó a ser famoso, y sus problemas legales le implicaban mucha publicidad gratuita.
Sus películas incluyen el sexo anal, actrices bebiendo orina y vomitando varias veces, así como siendo abofeteadas, escupidas y pasando por dolorosas fisting.
Algunas de las películas en las que actuó son: Max Extreme 1-20, Anal Vision 1-23, Anal Auditions 1-12, Max Faktor 1-20, Extreme Schoolgirls 1-20, Pure Max 1-20, Planet Max 1-20, Cherry Poppers 1-10, Universal Max 1-20 y Hardcore Schoolgirls 1-20. Sólo las versiones europeas incluyen escenas de lluvia dorada; para el mercado nacional están censuradas.
En 1998 fue acusado por la corte judicial de Los Ángeles de pornografía infantil y de distribución de obscenidad. Fue en 2002 cuando la Corte Suprema de EE. UU. dictaminó que no es inconstitucional dibujar escenas de porno infantil ni filmar escenas en que actrices mayores de edad fingen ser niñas. Sobre la base de esta sentencia, los cargos contra Max Hardcore fueron sobreseídos. El cargo de distribución de obscenidad se mantuvo, pero el jurado no pudo llegar a un veredicto.
En octubre de 2005, las oficinas de Max fueron asaltadas por el FBI y cinco películas y su ordenador fueron confiscados. En 2007 Max fue acusado por el Departamento de Justicia de 10 cargos de publicación de obscenidad y fue declarado culpable de todos ellos en junio de 2008. Hardcore fue condenado a cinco años de prisión, de los cuales cumplió tres.
Fue puesto en libertad el 19 de julio de 2011. Hardcore estaba en una relación afectiva con la actriz porno Layla Rivera.

## Premios
- 2001: Premio XRCO – Best Male-Female Scene
- 2003: Premio AVN Nominee – Best Anal Sex Scene (Video)
- 2003: Premio FICEB - People's choice; best director
- 2004: Salón de la fama de AVN
- 2005: Premio AVN Nominee – Most Outrageous Sex Scene (con Summer Luv)
- 2007: Premio Erotixxx / Eroticline - Beste Gonzo Serie
- 2009: Premio XRCO – Hall of Fame; Outlaws of Porn.[7]